# Куставі
Куставі (фін. Kustavi) — громада в провінції  Південно-Західна Фінляндія, губернія Західна Фінляндія, Фінляндія. Загальна площа території — 769,88 км, з яких 603,45 км² — вода. 

## Демографія
На 31 січня 2011 в громаді Куставі проживало 873 чоловік: 436 чоловіків і 437 жінок. 
Фінська мова є рідною для 96,68% жителів, шведська — для 1,03%. Інші мови є рідними для 2,29% жителів громади. 
Віковий склад населення: 
- до 14 років — 10,65%
- від 15 до 64 років — 60,02%
- від 65 років — 29,44%

Зміна чисельності населення за роками:  
| Рік  | Чисельність |
| ---- | ----------- |
| 1980 | 1285        |
| 1990 | 1150        |
| 2000 | 1008        |
| 2010 | 874         |
| 2011 | 873         |